# Uncle Tobys Hardcourts 2004
Uncle Tobys Hardcourts 2004 — жіночий тенісний турнір, що проходив на відкритих кортах з твердим покриттям. Це був 8-й за ліком турнір Uncle Tobys Hardcourts. Належав до турнірів 3-ї категорії в рамках Туру WTA 2004. Відбувся в Голд-Кост (Австралія). Тривав з 4 до 10 січня 2004 року. Перша сіяна Ай Суґіяма здобула титул в одиночному розряді й отримала 27 тис. доларів США.

## Фінальна частина

### Одиночний розряд
Ай Суґіяма —  Надія Петрова, 1–6, 6–1, 6–4

### Парний розряд
Світлана Кузнецова /  Олена Лиховцева —  Лізель Губер /  Магдалена Малеєва, 6–3, 6–4